# Dave Mackintosh

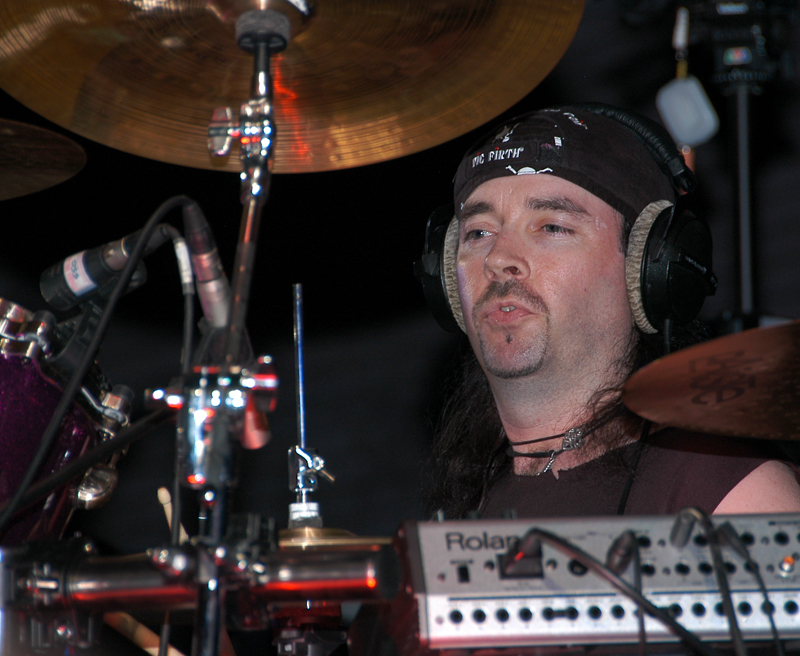

Dave "Compact Dynamo" Mackintosh (nacido el 15 de septiembre de 1977 en Glasgow, Escocia) es un músico escocés conocido por ser el baterista y acompañante en los coros de la banda inglesa DragonForce hasta su salida en 2014. El grupo cambió su estilo de música al 'Extreme Power Metal' cuando este llegó. según parece explicar esta citación: "Dave es la mejor opción que tenemos en Dragonforce por su excelente calidad y sus recursos, como los blast beats"[cita requerida]
Dave también ha aparecido en los vídeos de "The Power Cosmic" y "Atlantis Ascendant", de la banda simfónica de black metal Bal-Sagoth. Dave quedó influenciado por Neil Peart, Mercury Caronia, Mike Portnoy, Tommy Aldridge, Charlie Benante, Ingo Schwichtenberg, Nicko McBrain, Jonny Maudling, Vinnie Paul y Geoff Unsworth. Además de tocar la batería toca la guitarra, el bajo y es cantante, esto se sabe gracias a entrevistas.
De acuerdo con su información, su batería forma parte de la marca Tama Starclassic Bubinga ultraviolet sparkle y sus platillos pertenecen a la marca Meinl . 
Más información sobre su kit !
Influencias Musicales
Neil Peart, Mike Portnoy, Tommy Aldridge, Charlie Benante, Ingo Schwichtenberg, Nicko Mcbrain, Jonny Maudling, Vinnie Paul.
El 3 de junio de 2014 la banda anunció la salida de Dave y la integración de Gee Anzalone como su nuevo baterista. Al respecto Dave declaró: "Después de pensarlo mucho he separado caminos con los chicos en DragonForce para perseguir mi primer amor por el rock progresivo, deseo a los chicos toda la suerte del mundo y espero con interés el lanzamiento de Maximum Overload como realmente creo que este es el más fantástico DF álbum que yo y los chicos hemos registrado hasta la fecha!
Muchas gracias a todos los fanes que me han apoyado en esta última década de giras masivas, innumerables espectáculos y todos los discos, yo no podría haber hecho sin ustedes.
Voy a seguir haciendo giras y tocando con algunos de los nombres más grandes en Rock Progresivo, y esperamos ver algunas caras conocidas en la carretera!
Mientras tanto, permanezcan en el metal, cuidado con el nuevo sitio web de Dave Mackintosh, que se lanzará en las próximas 4 semanas, así como algunos grandes vídeos nuevos que estaré produciendo con mis patrocinadores de engranajes.
DF para siempre! "
Herman Li expresó algunas palabras en nombre de la banda: "Hemos pasado por muchas cosas con Dave y quiero darle las gracias por todo lo que ha contribuido a DragonForce, tanto como un amigo y músico y todo lo que nos gustaría es desearle lo mejor en su nuevo proyecto"
Equipamiento Principal
Tama Starclassic birch/bubinga, ultraviolet sparkle
Kicks: 2 x 22″ x 18″
Brass snare: 14″ x 5.5″ (main)
Starclassic maple 14” x 5.5 snare(secondary)
Toms: 8″, 10″, 12″, 13″, 14″
Floor Toms: 16″ & 18″
4 x octaban, left side
4 x octaban, right side
1 x 20” gong drum
Double tier, Tama power tower rack, with Tama road pro hardware
2 x Tama Iron Cobra pedals (rolling glide)
Roland TD-20bk meshheads and triggers
Vic Firth 5a extreme hickory sticks and stick bags
Todos Los Platillos Meinl
14” Soundcaster Fusion Medium Hi Hats.
18” Soundcaster Fusion Medium Crash
10” Soundcaster Splash
18” Byzance China
18” Byzance Rock China
19” MB10 Medium Crash
10” MB10 Splash
18” MB10 medium Crash
19” MB20 Heavy Crash
18” MB20 Heavy Crash
20” MB20 Heavy Bell Ride
19” Soundcaster Custom Powerful Crash
17” Soundcaster Custom Medium Crash
15” Generation x China Crash
12”/14” Generation X Xtreme Stack
Evans skins
Toms: g2 coated top heads, g1 clear bottom heads
Snare: g1 coated / g1 coated with power dot
- Datos: Q2318012
- Multimedia: Dave Mackintosh / Q2318012